# Burg Urhausen
Die Burg Urhausen ist eine abgegangene Höhenburg (Turmburg) im Gebiet der Gemeinde Schöntal im Hohenlohekreis in Baden-Württemberg.

## Geografische Lage
Die Burg stand auf dem unteren Teil eines rechten Mäandersporns des Erlenbachtals im Süden der Teilgemarkung Aschhausen von Schöntal auf etwa 245 m ü. NN im Bereich der Wüstung Urhausen.

## Geschichte
Nachdem 1228 die Herren von Boxberg als Besitzer genannt wurden, wurden 1308 bis 1505 die Herren von Urhausen genannt. 1434 wurde die Burganlage nach mehrfachem Besitzerwechsel als Burgstall bezeichnet und ging an die Herren von Aschhausen über.